# Somholo National Stadium
Somhlolo National Stadium – wielofunkcyjny stadion w Lobambie w Eswatini. Obecnie najczęściej rozgrywa się na nim mecze piłki nożnej. Swoje mecze rozgrywają na nim reprezentacja Eswatini w piłce nożnej oraz drużyny piłkarskie Green Mamba, Highlanders, Malanti Chiefs, Manzini Sea Birds, Manzini Sundowns, Manzini Wanderers, Mbabane Swallows, Midas Mbabane City, Moneni Pirates, Red Lions, Royal Leopards, Young Buffaloes. Stadion może pomieścić 20 000 osób.